# AllSides
AllSides è una società statunitense che si occupa di valutare il bias politico di eminenti media ed espone le notizie da fonti di destra, di sinistra e di centro in modo da raggiungere un punto di vista pluralistico e neutrale, posto al di là della bolla di filtraggio che i siti creano attorno agli utenti. Ha valutato 800 fonti online su una scala di 5 punti: di sinistra, tendente a sinistra, di centro, tendente a destra e di destra. Ogni fonte è classificata da redattori volontari non pagati, supervisionati da due membri dello staff aventi opinioni politiche diverse. Le recensione sono finanziate mediante crowdfunding e sono sviluppate da revisioni editoriali eseguite dai membri dello staff. Le recensioni possono essere rivalutate in base ai like ricevuti dai membri della comunità. AllSides utilizza questi dati per generare classifiche e grafici sul bias (cioè la non-neutralità) dei media che fanno uso di fonti popolari.
AllSides fu fondata nel 2012 da John Gable, un ex sostenitore della campagna politica repubblicana diventato manager della Silicon Valley, che lavorava per Netscape, e da Scott McDonald, uno sviluppatore di software. AllSides utilizza una metodologia "pluripartitica" sviluppata per la prima volta dal professore conservatore Timothy Groseclose e dal suo collaboratore Jeffrey Milyo. AllSides ha collaborato con l'attivista Joan Blades per lanciare il programma scolastico AllSides for Schools, nonché con altre organizzazioni per Mismatch, una piattaforma per connettere utenti che differiscono dal punto di vista politico e geografico.